# Christmann & Pfeifer
Das Familienunternehmen Christmann & Pfeifer GmbH & Co. KG (C+P) ist eine Unternehmensgruppe, die selbstständige Gesellschaften unter anderem aus den Bereichen Stahlhochbau, Schlüsselfertiges Bauen, Brückenbau, Innenausbau und Möbelsysteme zusammenfasst.
Es wurde 1925 als Christmann, Pfeifer & Co. von Wilhelm Christmann und Otto Pfeifer gegründet und besteht aus den zwei Unternehmensbereichen Bauen und Einrichten. Der Unternehmenssitz ist Breidenbach (Hessen), weitere Standorte befinden sich in Angelburg, Elster, Erfurt, Freiberg, Gotha, Hamburg, Leipzig, Legnica (Polen) und Regensburg. Seit 1999 betreibt die C+P-Unternehmensgruppe am Standort Breidenbach mit etwa 60 teilnehmenden Unternehmen einen Ausbildungsverbund.

## Geschichte
1925 gründeten Wilhelm Christmann († 30. September 1957) und Otto Pfeifer († 16. Dezember 1971) in Biedenkopf-Wallau das Unternehmen Christmann, Pfeifer & Co. zur Herstellung von Blech- und Stahlprodukten für die Bauindustrie. Nach der Umwandlung des Unternehmens 1931 in eine Offene Handelsgesellschaft (Christmann & Pfeifer OHG) bezog man die neue Betriebsstätte in Breidenbach.
In den Jahren nach der Weltwirtschaftskrise erweiterte man die Produktionshallen und begann mit der Fertigung von Stahlspinden. 1936 trat Jacob Hainbach als weiterer persönlich haftender Gesellschafter in die OHG ein. Obwohl das Unternehmen nach dem Zweiten Weltkrieg mit Materialknappheit kämpfen musste, wurde kein Mitarbeiter entlassen. Im Gegenteil: bereits Ende 1946 hatte die C + P-Unternehmensgruppe 244 Mitarbeiter. Im Jahr 1949, nach dem Ausscheiden von Doktor Siebeneicher, der von der amerikanischen Militärregierung als Geschäftsführer eingesetzt wurde, übernahm Jacob Hainbach die Geschäftsführung.
1976 wurde das Unternehmen C + P Elementbau GmbH & Co. KG mit dem Unternehmensgegenstand Produktion und Vertrieb von versetzbaren Trennwandsystemen gegründet.
Mitte der 1980er Jahre geriet C + P in eine wirtschaftliche Schieflage, aus der das Unternehmen durch eine grundlegende Restrukturierung und Neuorganisation am Ende deutlich gestärkt hervorging. Rolf Heinecke wurde neuer Geschäftsführer der Christmann & Pfeifer GmbH & Co. KG. Mit der Übernahme der „Gothaer Metallwarenfabrik“ 1991 wurde das Tochterunternehmen C + P Stahlmöbel GmbH & Co. KG gegründet. 1996 übernahm die C + P Industrietechnik GmbH & Co. KG den Betriebsbereich Stahlbau der Saxonia AG Freiberg. 1996 wurde die C + P-Unternehmensgruppe noch einmal neu strukturiert. Seither übernimmt Christmann & Pfeifer GmbH & Co. KG die Funktion einer Holding.

## Bildungszentrum
1999 gründete C + P das „Bündnis für Ausbildung“ in Breidenbach. Das C + P Bildungszentrum ist Hessens größter Ausbildungsverbund im Bereich Metall und wird vom Land Hessen sowie der EU gefördert. Beteiligte Partner (Ausbildungsbeirat) sind die Mitgliedsbetriebe in der Region Marburg-Biedenkopf, das KreisJobCenter Marburg-Biedenkopf, die Lahn-Dill-Arbeit GmbH, die Bundesagentur für Arbeit, die IHK Dillenburg und die Beruflichen Schulen Biedenkopf. Inzwischen ist die Zahl der teilnehmenden Unternehmen aus der Region auf ca. 60 angewachsen, deren Auszubildende im C + P Bildungszentrum unter anderem ihr erstes Lehrjahr absolvieren.
Vor allem für Unternehmen, die wenig Ausbildungskapazitäten haben, bietet das Bündnis die Möglichkeit, qualifizierte Facharbeiter während des ersten Jahres auszubilden und im Durchlauf der Ausbildung auf Prüfungen vorzubereiten. Im Jahr 2000 entsandten die Mitgliedsbetriebe 40 Auszubildende nach Breidenbach. Inzwischen werden jährlich bis zu 85 neue Azubis im Bildungszentrum betreut.
Mit Mike Martin stellte C + P 1997 den Landes- und Bundessieger im Berufswettbewerb für die Jugend im Berufszweig „Konstruktionsmechaniker Metall- und Schiffbautechnik“. 2007 wurden Stefanie Grebe und Adam Bodo als Bundessieger in ihren Ausbildungsberufen ausgezeichnet. Auch 2019 stellte das Unternehmen wieder einen Bundessieger: Tobias Rottenfußer schloss als bundesweit Bester die Ausbildung zum Technischen Systemplaner ab.

## Unternehmensstruktur
Die Christmann & Pfeifer GmbH & Co. KG ist eine Holding und unterhält folgende Tochterunternehmen als Zwischenholdings: die Christmann & Pfeifer Construction GmbH & Co. KG im Bereich Bauen, die C + P Bildung GmbH im Bereich Ausbildung sowie die C + P GmbH & Co. KG im Bereich Einrichten. Die Christmann & Pfeifer Construction GmbH & Co. KG und die C + P GmbH & Co. KG wiederum verfügen über zahlreiche weitere Tochterunternehmen.

## Produkte
Das Unternehmen bietet in zwei Bereichen seine Produkte an. Im Bereich Bauen werden unter anderem Industriebauten und Gewerbegebäude wie beispielsweise Hallen, schlüsselfertige Büro- und Verwaltungsgebäude, Modulbauten, Parkhäuser, Brücken und schwere Stahlbauten (beispielsweise für Kraftwerke) sowie Sonderkonstruktionen angeboten. Im Bereich Einrichten werden Produkte für Büro, Objekt und Archivierung, Lager und Werkstatt, Umkleide und Garderobe, Labor und Medizin sowie versetzbare Trennwandsysteme produziert und vertrieben.

## Belege
1. 1 2 3  Konzernabschluss zum Geschäftsjahr vom 01.01.2017 bis zum 31.12.2017 auf bundesanzeiger.de, veröffentlicht am 4. September 2018.
2. ↑  Tobias Rottenfussera aus Angelburg ist bundesbester-Azubi auf op-marburg.de
3. ↑  Organigramm 2021. Christmann & Pfeifer Construction GmbH & Co. KG, 2018, abgerufen am 25. Oktober 2018.